# Carl Huter

Carl Huter (1902)

Carl Heinrich Conrad Huter (* 9. Oktober 1861 in Heinde; † 4. Dezember 1912 in Dresden) war ein deutscher Maler. Er entwickelte eine Lehre aus Physiognomik und Phrenologie. Bei beiden Lehren handelt es sich aus heutiger Sicht um Pseudowissenschaften.

## Leben und Wirken

### Jugend und Studienzeit
Carl Huter wurde am 9. Oktober 1861 in Heinde bei Bad Salzdetfurth im Landkreis Hildesheim von Niedersachsen als ältester Sohn des Wasserbaumeisters Johann Heinrich Christian Huter (1836–1868) geboren. Nach dem frühen Tod des Vaters lebte Carl Huter bei Verwandten auf einem kleinen Bauernhof in Oedelum (bei Schellerten/Niedersachsen). Er wuchs von seinen beiden Schwestern getrennt auf. Nach den Plänen seiner Pflegeeltern sollte er einmal den Bauernhof übernehmen, und so wurde ihm der Besuch des Gymnasiums verwehrt. Diesem Druck entzog er sich jedoch und ging nach der Konfirmation zu seiner Mutter nach Heinde. In Hildesheim absolvierte Carl Huter eine Dekorations-, Porzellan- und Porträtmalerlehre. Nach Abschluss der Lehre ging er nach Berlin, Leipzig und Dresden, wo er sich in kunstgeschichtlicher, philosophischer, naturwissenschaftlicher und physiognomischer Richtung fortbildete.
In den Jahren 1885 bis 1892 finanzierte Carl Huter seine Studien hauptsächlich durch Arbeiten als Dekorations- und Porträtmaler. In den Regionen Hildesheim und Braunschweig sind verschiedene seiner Werke in Kirchen und Privatbesitz vorhanden.

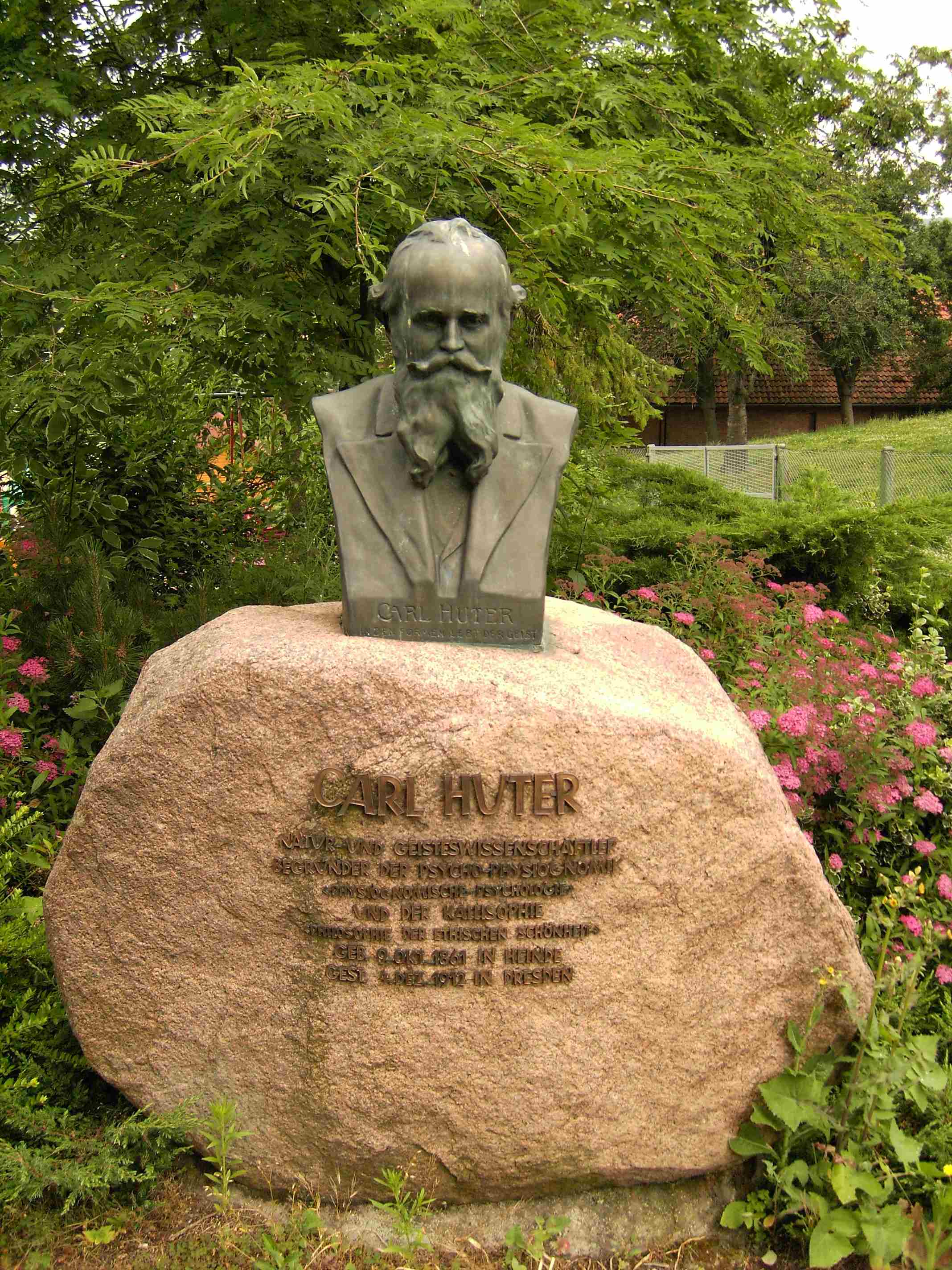
Carl-Huter-Denkmal in Heinde auf dem Kirchberg (2005)

### Erkrankung, Entwicklung der Lehre
Carl Huter erkrankte an einem schweren Halsleiden und wurde mehrfach operiert. Diese Erkrankung, die medizinischerseits als unheilbar bezeichnet wurde, gab ihm den Anstoß, sich mit den verschiedensten Therapierichtungen auseinanderzusetzen. Mit den medizinischen Grundlagenfächern war er umfassend vertraut. Auf diesen Kenntnissen baute er seine bereits weitgehend ausgebaute Psycho-Physiognomik und Kallisophie weiter aus. Sein Wahlspruch zur Entwicklung dieser Lehre lautete: Man verschaffe sich Einblick in das Werk der tüchtigsten Männer und fasse das Wertvollste zusammen; nur so wird man allen gerecht und bereichert dadurch besser sein Wissen, als durch unvernünftige Überhebung des einen oder durch grundlose Herabsetzung des anderen.
So griff er auf die Erkenntnisse der alten Physiognomen (siehe Physiognomik) (Johann Joachim Winckelmann, Giambattista della Porta, Charles Le Brun, Peter Camper), der Phrenologen (siehe Phrenologie) (Gustav Scheve, Franz Joseph Gall)  und der Mimiker (Charles Bell, Johann Jacob Engel, Guillaume-Benjamin Duchenne, Paolo Mantegazza) zurück und führte sie zu einer Synthese.
Ab 1893 hielt Carl Huter im kleinen Rahmen in Hannover private Lehrkurse in den von ihm entwickelten Disziplinen ab. In Hannover erhielt er die Möglichkeit, seine Forschungen in einem größeren Kurhaus, dessen Leitung ihm übertragen worden war, zu intensivieren.

### Heirat und öffentliches Wirken
Nach seiner Heirat mit Henny Pieper eröffnete Carl Huter im Sommer 1897 in Detmold eine eigene Kuranstalt, die ihm und seiner Familie einige Zeit die materielle Existenz sicherte. Da ihm auf Grund seines nicht akademischen Werdeganges die Lehrtätigkeit an Hochschulen verwehrt war, wandte er sich an die Öffentlichkeit, wobei er bald auch viele Akademiker zu seinen Schülern zählen konnte und auf viele Akademiker beeinflussend wirkte. Hierzu gehörte unter anderen auch Theodor Lessing.
Vom Spätsommer 1909 bis zum Herbst 1910 eröffnete Carl Huter die folgenden privaten Institute in Leipzig:
1. freie deutsche Hochschule für psychologische Forschung und vergleichende Natur- und Religionswissenschaften,
2. psychologisches Untersuchungsinstitut und
3. psychologisches Museum mit kunstwissenschaftlicher, naturgeschichtlicher und psychologischer Abteilung.

Bereits im August 1911 mussten alle Institute wegen fehlender Mittel wieder geschlossen werden.
Carl Huter hat zwischen 1894 und 1912 etwa dreißig umfangreichere Werke und Abhandlungen sowie eine Vielzahl kleinere Arbeiten veröffentlicht. Ab 1900 gab er zudem die Zeitschrift Die Hochwart heraus, die jedoch lediglich eine Auflage von 800 bis 1000 Exemplaren hatte.
Zusammen mit seinem Freund und Schüler Adolf Brodbeck regte Carl Huter das erste Parlament der Weltreligionen an, das 1893 in Chicago durchgeführt wurde. Ein zweites Religionsparlament wollte Huter anlässlich der Einweihung des Völkerschlachtdenkmals in Leipzig im Jahre 1913 als Völker- und Religionsversöhnungswerk durchführen. Durch seinen Tod im Dezember 1912 konnte dieses Vorhaben nicht mehr ausgeführt werden.
Als Carl Huter am 4. Dezember 1912 in Dresden im 52. Lebensjahr verstarb, existierten keine Angehörigen, die seinen Nachlass hätten sachgemäß verwalten können oder wollen. Der Nachlass von Carl Huter blieb deshalb nicht beisammen, sein Werk wurde jedoch von August Amandus Kupfer in Deutschland und Walter Alispach in der Schweiz weitergeführt.

## Inhalte der Psycho-Physiognomik nach Huter
Gemäß den Huterschen Lehren lassen sich aus Körperbau, Gesicht und restlichem Kopf Rückschlüsse auf Charaktereigenschaften und die Gesundheit des Menschen ziehen. Carl Huters Überzeugung beruht auf eigener Beobachtung, auf experimentellen Forschungen und auf einer neuen Theorie über Welt und Mensch.
Zentrale Elemente, mit denen Huter diesen Zusammenhang erklärt sind 
(a) die Erkenntnisse der Embryologie über die drei Keimblätter. Die drei Keimblätter Entoderm, Mesoderm und Ektoderm stehen für das Ernährungssystem, das Bewegungssystem und Nervensystem des Menschen 
(b) die von ihm entdeckte Helioda-Strahlung, die er genau erforscht hat. Sie wird gemäß seinen Erkenntnissen formbildend und formbauend. Er ist überzeugt, dass sie im Zentrosoma der menschlichen Zelle entsteht und durch das Nervensystem zum Gehirn und zum Gesicht geleitet wird.
(c) seine Annahmen, Erkenntnisse und experimentellen Beobachtungen über das Empfindungsvermögen. Die Helioda-Strahlung erklärt sich durch Energien und Kräfte, die auf dem Empfindungsvermögen beruhen.
Wichtigste Werke sind:
Welt- und Menschenkenntnis, 1904–1906 («Das Hauptwerk»)
Das über 700-seitige Werk im Atlasformat erschien von 1904 bis 1906 in fünf Lehrbriefen mit total 52 Lektionen. Die ersten vier Lehrbriefe haben je 10, der letzte hat 12 Lektionen.
Der erste, kurze Lehrbrief führt an die hutersche Welt- und Menschenkenntnis heran: Es werden Entdeckungen und Erkenntnisse Huters vorgestellt, die für seine Lehren über Welt und Mensch fundamental sind.
Der zweite und dritte Lehrbrief behandelt naturwissenschaftliche Themen aus den Bereichen Physik, Chemie, Geologie, Astronomie und Geologie, schließlich die biologische Zelle und die Evolution. Huter hält die Erklärungen der damaligen Naturwissenschaft nicht immer für ausreichend, um die Phänomene zu erklären, d. h. es fehlt ihr die Kenntnis des huterschen Äthers und des huterschen Empfindungsvermögens. In separaten Lektionen und Abschnitten legt Huter seine Ansichten und Forschungsergebnisse dar, oft sind sie mit eigenhändig erstellten Strichzeichnungen illustriert.
Der vierte und fünfte Lehrbrief behandelt ausgewählte Teile der Anatomie und Physiologie. Es folgt eine kritische Darstellung der Lavaterschen Physiognomik und eine Würdigung von Lavater. Der fünfte und weitaus umfangreichste Lehrbrief enthält eine Erläuterung der Gallschen Hirnzentrenlehre, eine Würdigung von Gall und seiner Nachfolger. Schließlich werden die Arbeiten von Huters Vorgänger auf dem Gebiet der Mimik besprochen. In der siebten bis zwölften Lektion des fünften Lehrbriefes legt Huter die hutersche Psycho-Physiognomik dar. Huter bezeichnet sie als eine wissenschaftliche Lehre und sie hat ihr Fundament in den vielen Entdeckungen Huters über Welt und Mensch. Die Darlegungen enthalten zahlreiche Strichzeichnungen, die er dank seiner Ausbildung zum Portraitmaler eigenhändig erstellt hat. Zum Zweck der praktischen Anwendung wendet Huter das Instrument «hutersche Psycho-Physiognomik» auf damals allgemein bekannte Menschen an. Die Anwendung ist nachvollziehbar und erlaubt einen Rückschluss auf den Wert und die Leistungsfähigkeit dieses Instruments. Die Darlegungen über die hutersche Psycho-Physiognomik umfassen in der ersten Auflage nur 125 Buchseiten. Huter kündigte einen Ergänzungsband an. Dieser ist aber nicht erschienen.
Illustriertes Handbuch der Menschenkenntnis, 1910
Das über 200-seitige Werk im Taschenbuchformat lehnt sich an Huters Hauptwerk an. Es enthält viele Tafeln aus dem zweiten bis fünften Lehrbrief, oftmals ohne nähere Erläuterungen. Sodann enthält es einige neue Strichzeichnungen und Abbildungen, z. B. über die Naturelle. Der Schlussteil «Aus der Werkstatt des Psychologen» enthält praktische Fallbeispiele zu unterschiedlichen psychologischen Themen, die anhand von guten Bildern mittels der huterschen Psycho-Physiognomik beschrieben werden. Damit wird das Buch zur wichtigen Ergänzung des Hauptwerks.
Das Empfindungsvermögen der Materie, 1909
Huter legt seine Forschungsergebnisse über das Empfindungsvermögen und die Helioda dar. Das Lehrbuch enthält viele informative Berichte und anerkennende Zeugnisse über Huters Demonstrationsvorträge.
Katechismus der Huterischen Wissenschaft, 1909
Huter beantwortet 52 Fragen über die hutersche Welt- und Menschenkenntnis in wenigen Sätzen mittels Erläuterungen und Begründungen. Wer Zweifel hat, ob die Peripherie eine charakterologische Bedeutung besitzt, findet hier Erklärungen.
Sodann werden zweiunddreissig der wichtigsten Entdeckungen Huters in wenigen Sätzen aufgezählt. Die rund 180-seitige Broschüre wird abgeschlossen durch ein halbes Dutzend Zeugnisse von Drittpersonen über Huters Leistungen in der Charakterdiagnostik und durch Vortragsberichte, die in Zeitungen erschienen sind.
Kernpunkte der Huterschen Lehren, 1911 / 1912
Dieser vierseitige Text entspricht dem Bedürfnis nach Übersicht und Ordnung über die vielen huterschen Entdeckungen und Erkenntnisse. Es ist besonders wertvoll, wenn der Schöpfer dieser Lehren sich dieser Aufgabe stellt. Der Artikel ist im Jahr 1911 oder 1912 entstanden und von Amandus Kupfer im Jahre 1925 erstmals veröffentlicht worden.
Weitere Schriften
Die Broschüre «Die neue Weltanschauung» enthält die zahlreichen neuen Erkenntnisse Huters über Welt und Mensch in kurzen Gedanken. Sie erfordert Vorkenntnisse, aber auch eine Offenheit für neue Sichtweisen. Längst nicht alle Werke, die Huter angekündigt hatte, sind erschienen, z. B.
a. Das Lehrbuch über praktische Menschenkenntnis. Es war als Nachtragsband zum Hauptwerk gedacht.
b. Das Lehrbuch über die Physiognomik der Augen.
c. Werke über Kallisophie.
Einzelne Huter-Werke sind posthum erschienen, z. B. Carl Huter: Die innere Erschliessung einer höheren geistigen Welt, 1929, und Carl Huter: Individuum und Universum, 1962. Amandus Kupfer hat mit seinen psycho-physiognomischen Lehrbüchern wichtige Lücken geschlossen, siehe unten.
Es besteht einzig eine Sekundärliteratur über die hutersche Psycho-Physiognomik, nicht aber über die anderen Bereiche der huterschen Erkenntnisse und Entdeckungen.

## Wirkungsgeschichte
Die Hutersche Psycho-Physiognomik wird weitergetragen durch Huter-Vereine, Lehrbücher, Zeitschriften, Ausbildungs-Lehrgänge und durch beruflich tätige Anwender.
Die Anhänger der Huterschen Psycho-Physiognomik verbreiten dieses System der praktischen Menschenkenntnis seit 1908 in Deutschland und seit 1910 in der deutschsprachigen Schweiz, zeitweise auch in angrenzenden Ländern sowie in den USA.

## Psycho-Physiognomik heute
Bis heute gibt es weder eine plausible Theorie der Psycho-Physiognomik noch eine empirische Evidenz aus einer empirischen Studie, die beispielsweise den Zusammenhang zwischen der Größe der Ohrläppchen und dem wirtschaftlichen Erfolg der Ohrläppchenträger belegt.  Stattdessen beschränken sich moderne Physiognomen darauf, den Zusammenhang lediglich zu behaupten oder verweisen auf jahrhundertealtes Erfahrungswissen, welches oft in Tradition von Lavater oder Lombroso steht.

„Alles in allem erweist sich die Psycho-Physiognomik mithin als eine jahrhundertealte Glaubenslehre, die es bis heute nicht einmal geschafft hat, eine plausible, in sich schlüssige Theorie aufzustellen. An die Stelle empirischer Belege treten Behauptungen und Scheinbeweise.“

Die Psycho-Physiognomie wird gelegentlich in Unternehmen und in Seminaren für Privatpersonen aufgegriffen.

## Publikationen
- Aus Poesie und Liebe, 1894 (Gedichtband)
- Der Wert von Ruhe und Schlaf, 1897
- Die neueste Heilwissenschaft, 1898
- Die Glocken aus dem Cheruskerwald, 1899 (Dichtungen)
- Der Gebildete auf der Höhe, 1903
- Menschenkenntnis, 1904–1906 (Hauptwerk in fünf Bänden)
- Die Neue Ethik, 1907
- Die Naturelllehre, 1907
- Die Neue Weltanschauung, 1908
- Das Empfindungsvermögen der Materie, 1909
- Huter und Haeckel – Der Kampf zwischen zwei Weltanschauungen, 1910
- Grundlegende Entdeckungen für die wissenschaftliche Psychophysiognomik, 1910
- Illustriertes Handbuch der praktischen Menschenkenntnis, 1911
- Aus eigener Kraft – Von Pinsel und Palette zur Naturwissenschaft und Philosophie, Psychophysiognomik und Kallisophie, 1911